# Station Montroc-le-Planet
Station Montroc-le-Planet (Frans: Gare de Montroc-le-Planet) is een spoorwegstation in de Franse gemeente Chamonix-Mont-Blanc. Het ligt aan de spoorlijn Saint-Gervais-les-Bains-Le Fayet - Vallorcine (grens).